# Галеас (једрилица)
Галеас (енгл. Galeas) је мали рибарски или трговачки брод на једра, који се користио на Северном и Балтичком мору од 17. до половине 20. века.

## Дефиниција
Под појмом галеас у Норвешкој се подразумева обална једрилица намењена за лов на туљане и превоз рибе у поларним крајевима (дужине 15-21 м, ширине 4.5-7 м и носивости 40-200 т).